# 大分県道713号弁天横瀬自転車道線
大分県道713号弁天横瀬自転車道線（おおいたけんどう713ごう べんてんよこせじてんしゃどうせん）は、大分県大分市を通る一般県道（自転車道）である。通称、大分川サイクリングロード、大分川サイクリングコース。

## 概要
大分市弁天町から同市横瀬に至る。この道路は、対岸にホーバー乗り場のある大分川河口付近の弁天町から、由布市挾間町との市境に近い横瀬とを結ぶ、大分川左岸に沿った全長12.46 kmの自転車道である。休日になると、普段の自転車の通行だけでなく、散歩・ジョギングや、自転車競技、車いすマラソンなどの練習に使われることもある。路面上には起点からの距離が、数字のみ、キロメートル単位で表示される。また、200 mごとに、横に太く短いラインが引かれている。
本項目では区間ごとに解説する。

## 区間解説

### 弁天（起点） - 広瀬橋
この区間は大分市内の街並みの中を進む。大分市内の交通の要所である弁天大橋（大分県道22号大在大分港線）、舞鶴橋（国道197号）、滝尾橋（大分県道21号大分臼杵線）、宗麟大橋(都市計画道路庄の原佐野線)を通過。上にJR日豊本線・豊肥本線の鉄道橋を見ながら緩やかに右にカーブする。途中で堤防に上がった後、右に元町石仏などがある上野地区を眺めながらすすむ。道なりに進むと前方に広瀬橋が見え、堤防から降りて一般道に合流する。

### 広瀬橋 - 賀来神社
一般道に合流し道路の交差部分をぬけると再び堤防に上がる。大分県立大分豊府高等学校付近でやや左に曲がり緩やかな下り坂になる。府内大橋（国道10号）と交差し再び堤防の横を行く。大分川とともに自転車道は大きく右に曲がり、明磧橋（国道442号）と立体交差した辺りから上り坂となり再び堤防に上がる。大分自動車道と立体交差した後、右手に南大分の住宅地、左手に宗方地区を見ながら大分川と賀来川の合流地点にある賀来橋の手前まで進んで行く（ここまで自転車道）。横断歩道を渡り、賀来川に架かる一般道路である賀来橋を渡り、大分川の小野鶴橋付近で一般道路の下を通ると、右手に賀来神社が見えてくる。

### 賀来神社 - 横瀬（終点）
右手にすぐ小中一貫校の大分市立賀来小中学校が見えてくると、後は右側は住宅地と田んぼ、左側が大分川、前方は住宅団地が見える閑静な道になる。そのまま道なりに進んでいくと国分橋が見えてくるが、その橋からの道と立体交差する部分（トンネル）が自転車道の終点となる。道自体はこの先も続いているが、すぐに行き止まりとなっている。終点の国分橋の近辺には豊後国分寺跡や大分市歴史資料館がある。また、JR久大本線豊後国分駅も近い。